# Calliandra tergemina
Calliandra tergemina,  es un arbusto perteneciente a la familia de las fabáceas. Es originaria de  Centroamérica.

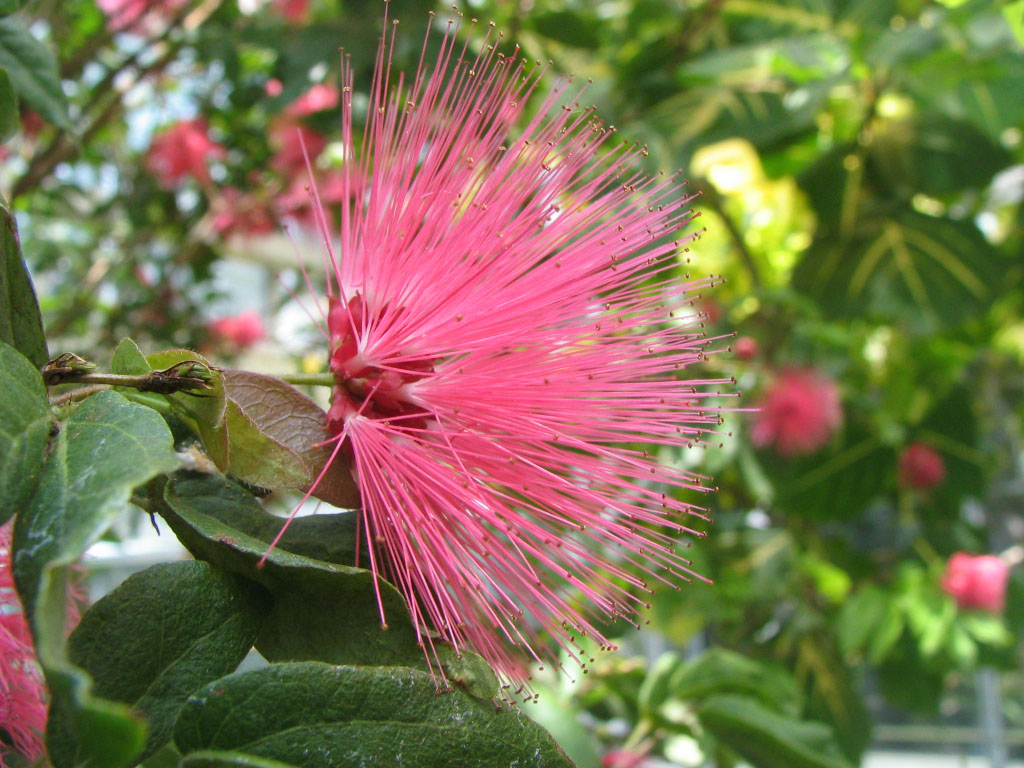
Inflorescencia

## Descripción
Son arbustos, que alcanzan un tamaño de hasta 1.5 m de alto. Pinnas 1 par; folíolos 2 pares por pinna (uno de los folíolos proximales perdido), falcado-obovados, los distales 15–50 mm de largo y 7–33 mm de ancho, los proximales más pequeños. Capítulos obconiformes, homomorfos, pedúnculos axilares, flores esencialmente glabras; cáliz campanulado, ca 2 mm de largo; corola tubular, 7–8 mm de largo, membranosa; filamentos rojos o rosados, tubo estaminal en ocasiones ligeramente exerto. Fruto gruesamente membranoso, glabro.

## Distribución y hábitat
Ocasional, se encuentra en bosques de pino-encinos, en la costa del Océano Pacífico; a una altitud de 275–1400 metros;  la especie en cuestión forma parte de un complejo de especies y subespecies, cuya distribución se extiende desde el norte de México hasta Panamá, el cual es pobremente conocido desde el punto de vista taxonómico.

## Taxonomía
Calliandra tergemina fue descrita por (Carlos Linneo) George Bentham  y publicado en London Journal of Botany 3: 96. 1844.
Etimología
Calliandra: nombre genérico derivado del griego kalli = "hermoso" y andros = "masculino", refiriéndose a sus estambres bellamente coloreados.
tergemina: epíteto
Variedades
- Calliandra tergemina var. emarginata (Willd.) Barneby
- Calliandra tergemina var. tergemina (L.) Bent

Sinonimia
var. emarginata (Willd.) Barneby
| - Anneslia canescens Britton & Rose - Anneslia cruziana Britton & Rose - Anneslia deamii Britton & Rose - Anneslia emarginata (Willd.) Britton & Rose - Anneslia juchitana Britton & Rose - Anneslia langlassei Britton & Rose - Anneslia mexicana Britton & Rose - Anneslia rupestris Britton & Rose - Anneslia seemannii (Seem.) Britton & Rose - Anneslia sinaloana Britton & Rose - Anneslia yucatanensis Britton & Rose - Calliandra canescens Benth. - Calliandra cruziana Standl. - Calliandra deamii (Britton & Rose) Standl. - Calliandra emarginata (Willd.) Benth. - Calliandra langlassei Harms - Calliandra mexicana Brandegee - Calliandra purpusii Brandegee | - Calliandra rupestris Brandegee - Calliandra seemannii Seem. - Calliandra sinaloana Standl. - Calliandra tetraphylla (G.Don) Benth. - Calliandra tolimensis Uribe - Calliandra uribei Killip & Dugand - Calliandra yucatanensis (Britton & Rose) Standl. - Feuilleea canescens Kuntze - Feuilleea emarginata Kuntze - Feuilleea seemannii (Seem.) Kuntze - Feuilleea tetraphylla Kuntze - Inga canescens Cham. & Schltdl. - Inga emarginata Willd. - Inga semicordata Bertol. - Inga tetraphylla G.Don - Mimosa emarginata Poir. - Mimosa emarginata Willd. - Mimosa tetraphylla Sesse & Moc. |

var. tergemina (L.) Benth.
| - Anneslia tergemina (L.) Britton & Rose - Feuilleea tergemina Kuntze - Inga caripensis Willd. | - Inga tergemina (L.) Willd. - Mimosa caripensis Poir. - Mimosa tergemina L. |